# Bastione di Riva del Garda
Il Bastione di Riva del Garda è una struttura fortificata eretta dalla Serenissima all'inizio del XVI secolo sul dosso dei Germandri a dominare l'abitato e il porto vecchio di Riva del Garda.

## Origine del nome
Il nome deriva dal torrione circolare fortificato costruito in grossi blocchi di calcare bianco.

## Storia

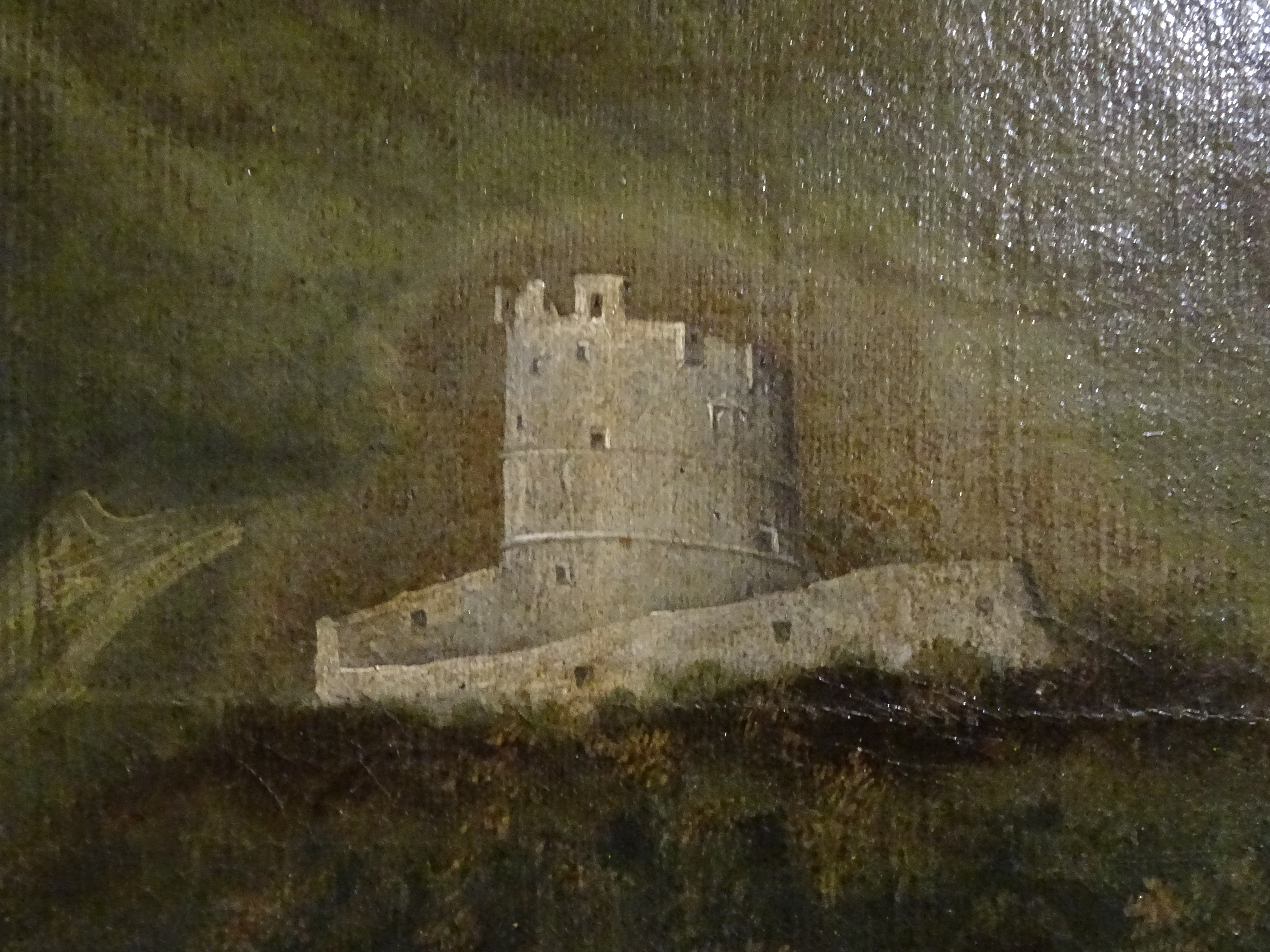
Il bastione, integro, come appare nel quadro La partenza delle truppe del generale Vendôme

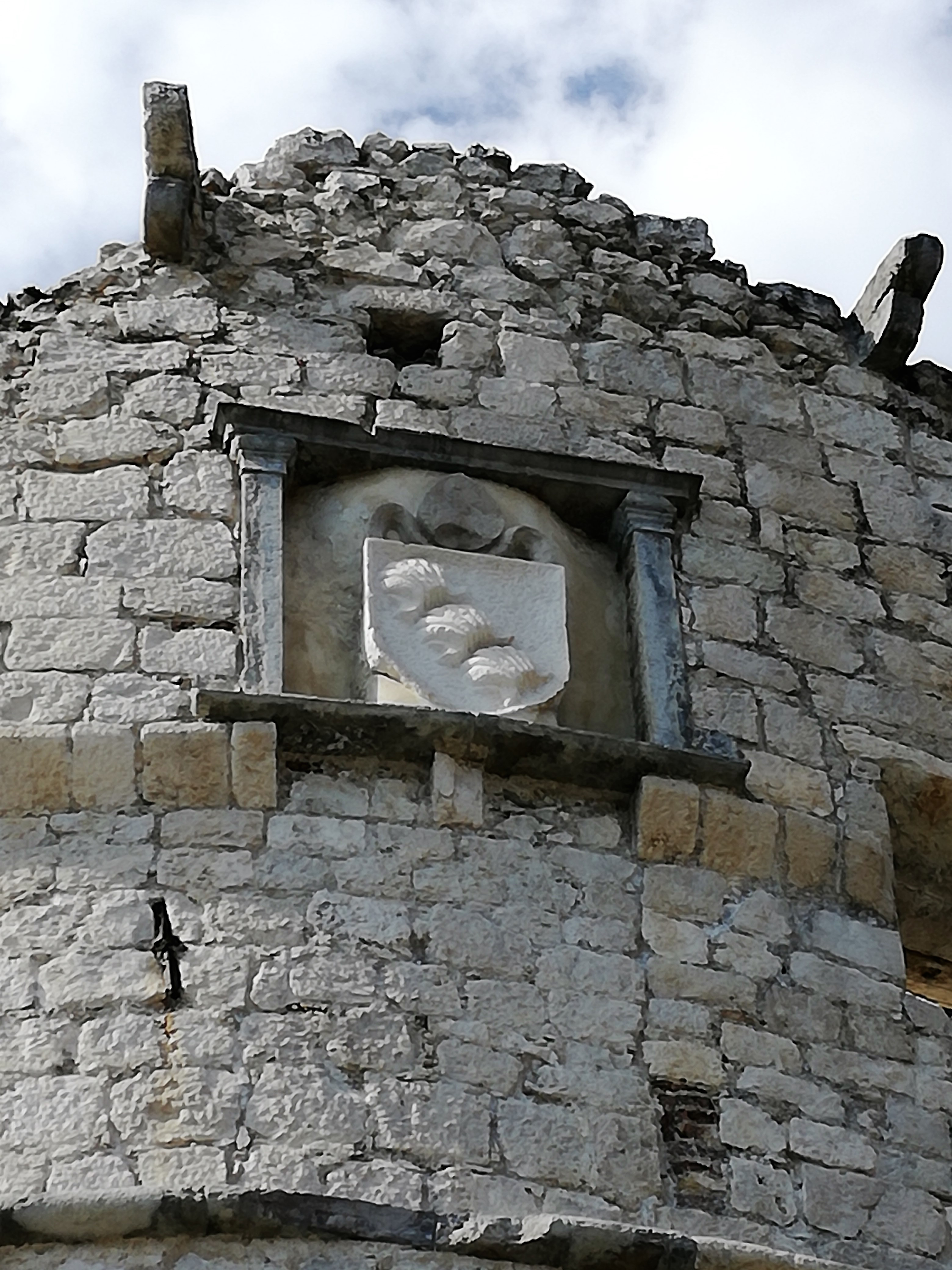
Stemma del principe vescovo di Trento Giorgio Neideck che venne posto sul Bastione dopo la sconfitta veneziana.

La sua edificazione venne decisa nell'anno 1507 per volontà della Repubblica di Venezia rappresentata nel Consiglio di Riva da Marco Renier. La sua funzione fu quella di dominare e proteggere l'abitato ed integrare le difese di quel momento costituite da mura ritenute non adeguate in caso di attacchi da nord, cioè da parte del Principato vescovile di Trento.
La presenza veneziana sul lago e in area trentina tuttavia stava volgendo al termine e la fortezza non svolse mai le funzioni per le quali fu eretta: il territorio di Riva tornò infatti dopo breve tempo in possesso del principe vescovo di Trento Giorgio Neideck.
Il torrione venne parzialmente demolito e minato dai francesi durante l'invasione del Trentino del 1703, inoltre subì danni nei secoli successivi sino a quando, a partire dai primi anni del XXI secolo, fu oggetto di un importante lavoro di restauro ad opere della provincia autonoma di Trento.

## Descrizione
La struttura è estremamente robusta con mura di grande spessore.
Si trova in posizione dominante sul monte Rocchetta quindi offre un'ottima posizione per vedere sia la parte settentrionale del lago di Garda sia l'abitato di Riva che tutta la valle a nord.
Turisticamente è da sempre un sito di grande richiamo.